# Puccinia pazensis
Puccinia pazensis ist eine Ständerpilzart aus der Ordnung der Rostpilze (Pucciniales). Der Pilz ist ein Endoparasit des Süßgrases Nassella pubiflora. Symptome des Befalls durch die Art sind Rostflecken und Pusteln auf den Blattoberflächen der Wirtspflanzen. Sie ist ein Endemit Boliviens.

## Merkmale

### Makroskopische Merkmale
Puccinia pazensis ist mit bloßem Auge nur anhand der auf der Oberfläche des Wirtes hervortretenden Sporenlager zu erkennen. Sie wachsen in Nestern, die als gelbliche bis braune Flecken und Pusteln auf den Blattoberflächen erscheinen.

### Mikroskopische Merkmale
Das Myzel von Puccinia pazensis wächst wie bei allen Puccinia-Arten interzellulär und bildet Saugfäden, die in das Speichergewebe des Wirtes wachsen. Aecien oder Spermogonien der Art sind nicht bekannt. Die gelben Uredien des Pilzes wachsen oberseitig auf den Wirtsblättern. Ihre gelben bis hyalinen Uredosporen sind 23–28 × 20–24 µm groß, kugelig bis eiförmig und labyrinthisch-runzlig. Die blattoberseitig wachsenden Telien der Art sind schwärzlich und früh offenliegend. Die goldenen bis hell kastanienbraunen Teliosporen sind zweizellig, breitellipsoid und 42–48 × 27–30 µm groß. Ihre Stiele sind farblos und bis zu 135 µm lang.

## Verbreitung
Das bekannte Verbreitungsgebiet von Puccinia pazensis umfasst lediglich Bolivien.

## Ökologie
Die Wirtspflanze von Puccinia pazensis ist Nassella pubiflora. Der Pilz ernährt sich von den im Speichergewebe der Pflanzen vorhandenen Nährstoffen, seine Sporenlager brechen später durch die Blattoberfläche und setzen Sporen frei. Die Art verfügt über einen Entwicklungszyklus, von dem bislang lediglich Telien und Uredien sowie deren Wirt bekannt sind; Spermogonien und Aecien konnten dem Pilz nicht zugeordnet werden.